# Barbie Girl (Aqua-dal)
A Barbie Girl a dán-norvég csapat Aqua 1997 májusában megjelent 3. kimásolt kislemeze az Aquarium című debütáló albumról. A dalt Søren Rasted , Claus Norreen , René Dif és Lene Nystrøm írta. A produceri munkálatokban Johnny Jam, Delgado, Rasted és Norreen vettek részt. A dalt azután írták, hogy Rasted egy dániai kiállításon vett részt, ahol Barbie babákat mutattak be.
A dal világszerte a toplisták élén állt, különösen olyan európai országokban, mint az Egyesült Királyság, ahol 3 héten keresztül volt slágerlistás első helyezés. Ugyanebben az időben az ausztrál slágerlistákat is meghódította, ahol 1997. szeptember 6-án debütált. Az amerikai Billboard Hot 100-as listán a 7. helyezett volt, mely továbbra is az Aqua legnagyobb amerikai slágerlistás helyezése, mely benne volt a 20 legjobb helyezés között. A dal az együttes legnépszerűbb alkotása.
A dalt előadták a 2001. évi Eurovíziós Dalversenyen is. A Mattel és az MCA Records között vitatott pereskedést indítottak.

## Előzmények
A dal szövege a Mattel által készített babákról, Barbieról, és Kenről szólnak. Mind a dalban mind a zenei videóban Lene Nystrøm mint Barbie, és René Dif mint Ken szerepel. A dalszöveg felhívta a figyelmet a Barbie vállalat tulajdonosaira, akik pert indítottak.
Az Aquarium CD tokjának hátulján lévő lábjegyzet kimondja: A "Barbie Girl" dal társadalmi megjegyzés, nem a baba készítői készítették, vagy nem hagyták jóvá.

## Kritikák
Stephen Thomas Erlewine az AllMusic kritikusa egy megmagyarázhatatlan popkultúra jelenségnek, és őrülten fülbemászónak nevezte a dalt, mely mint egy "ugráló" euródance - tánc dal, mely egyszerre mutatja meg a nőiességet és a Barbie babákat.
A dalt a VH1 zenecsatorna A 4. közvélemény kutatás alapján a  "Best Number One of All Time" listáján a 32. helyre szavazták, mint a legrosszabb dal, majd a VH1's 100 Greatest One-Hit Wonders (100 legnagyobb egyslágeres csodák)" szavazáson a 88. helyen végzett.
A dal elnyerte az 1998. évi NME díját a legrosszabb dal kategóriában. 1999-ben a 11. helyezett volt a legrosszabb zenei videó kategóriájában az MTV Lame 25-ben. 2007-ben a Rolling Stone "Barbie Girl"-nek nevezte a "20 legbosszantó dal" egyikeként. a MuchMoreMusic a 27. helyezést adta a dalnak, mint minden idők legrosszabb 50 dala kategóriájában. 2011-ben a Rolling Stone szavazást indított, és az olvasók a dalt a 90-es évek leginkább legidegesítőbb dalaként szavazták meg.

## Sikerek
A kislemezből több mint 8 millió példányt adtak el világszerte. A dal az Egyesült Államokban a Billboard Hot 100-as listán a 7. helyen debütált. Az első héten 82.000 példányt adtak el, és az 5. helyen állt a Hot Singles eladási listáján. 2017. áprilisától 1,84 millió példányban talált gazdára az Egyesült Királyságban, és ott a 13. legkelendőbb kislemez lett. A dalt újra kiadták limitált rózsaszín kislemezen 2017-ben.

## Videoklip
A dalhoz tartozó klipet Peder Pedersen és Peter Stenbæk rendezte.

## A Mattel per
2000 decemberében a Mattel játékgyártó beperelte az MCA Records kiadót, az Aqua lemezkiadóját, mert azt állította, hogy a dal megsértette a védjegyüket, és szexuális objektummá változtatta őt, "buta szőkének" titulálva azt. Azt állították, hogy a dal megsértette a Barbie szerzői jogait és védjegyeit, valamint a dalszövegek sértették hírnevüket, és befolyásolták marketingtervüket.  Az Aqua és az MCA Records küzdött azért, hogy ne nyomja el a slágert a Mattel, akik vitatták a játékgyártó követeléseit. A Mattel követeléseit az alsóbb bíróságok is elutasították, ezért a Mattel az ügyet az Egyesült Államok Legfelsőbb Bírósága elé vitte, de ezt a fellebbezést is később elutasították. 2002-ben a bíróság kimondta, hogy a dal védett, mint egy paródia. Alex Kozinski bíró szintén elutasította a rágalmazási pert melyet az Aqua lemezkiadója nyújtott be a Mattel ellen. Így azt javasolta a feleknek, hogy nyugodjanak meg, és az ügyet elutasították.
2009-ben a Mattel egy promóciós videot tett közzé módosított dalszövegekkel, és az értékesítés újjáélesztését célzó új marketingstratégia részeként.

## 2001. évi Eurovíziós Dalverseny
Az Aqua a Safri Duoval közösen adta elő a dalt. Az előadáshoz kapcsolódóan több panasz is érkezett az elhangzott káromkodások miatt.

## Számlista
| Egyesült Királyság / Európa - CD 1. "Barbie Girl" (radio edit) – 3:22 2. "Barbie Girl" (extended version) – 5:12 3. "Barbie Girl" (Perky Park Club Mix) – 6:23 4. "Barbie Girl" (Spikes Anatomically Correct Dub) – 7:55 - CD 1. "Barbie Girl" (CD-ROM video) 2. "Barbie Girl" (radio edit) – 3:22 3. "Barbie Girl" (Dirty Rotten Scoundrels 12" G-String mix) – 8:37 4. "Barbie Girl" (Dirty Rotten Peroxide Radio mix) – 4:10 - 12" 1. "Barbie Girl" (Spike's Anatomically Correct dub) – 8:01 2. "Barbie Girl" (extended version) – 5:17 3. "Barbie Girl" (Spike's Plastic mix) – 8:47 4. "Barbie Girl" (radio edit) – 3:16 | - 12" 1. "Barbie Girl" (original extended mix) – 5:14 2. "Barbie Girl" (Dirty Rotten G-String mix) – 8:37 3. "Barbie Girl" (Dirty Rotten Peroxide mix) – 4:10 Európa - CD Single / MC Single 1. "Barbie Girl" (radio edit) – 3:16 2. "Barbie Girl" (extended version) – 5:14 - 12" 1. "Barbie Girl" (Perky Park club mix) – 6:13 2. "Barbie Girl" (Spike's Anatomically Correct dub) – 7:55 Ausztrália / Egyesült Államok / Kanada - CD Single 1. "Barbie Girl" (radio edit) – 3:16 2. "Barbie Girl" (Spike's Plastic mix) – 8:47 3. "Barbie Girl" (Spike's Anatomically Correct dub) – 8:01 4. "Barbie Girl" (extended version) – 5:14 |

## Slágerlista
| Slágerlista (1997)                            | Legjobb helyezés |
| --------------------------------------------- | ---------------- |
| Ausztrália (ARIA)                             | 1                |
| Ausztria (Ö3 Austria Top 40)                  | 2                |
| Belgium (Ultratop 50 Flanders)                | 1                |
| Belgium (Ultratop 50 Wallonia)                | 1                |
| Kanada Top Singles (RPM)                      | 4                |
| Kanada Canada Dance/Urban (RPM)               | 1                |
| Dánia (Tracklisten)                           | 1                |
| Európa (European Hot 100 Singles)             | 1                |
| Európa (Eurochart Hot 100)                    | 1                |
| Finnország (Suomen virallinen lista)          | 3                |
| Franciaország (SNEP)                          | 1                |
| Németország (Official German Charts)          | 1                |
| Magyarország (Mahasz)                         | 4                |
| Izland (Íslenski listinn Topp 40)             | 15               |
| Írország (IRMA)                               | 1                |
| Olaszország (Musica e dischi)                 | 1                |
| Hollandia (Dutch Top 40)                      | 1                |
| Hollandia (Single Top 100)                    | 2                |
| Új-Zéland (RMNZ)                              | 1                |
| Norvégia (VG-lista)                           | 1                |
| Skócia (Official Charts Company)              | 1                |
| Spanyolország (AFYVE)                         | 2                |
| Svédország (Sverigetopplistan)                | 1                |
| Svájc (Schweizer Hitparade)                   | 1                |
| Egyesült Királyság (Official Charts Company)  | 1                |
| Egyesült Államok Billboard Hot 100            | 7                |
| Egyesült ÁllamokBillboard Hot Dance Club Play | 21               |

| Slágerlista (1997)                       | Helyezés |
| ---------------------------------------- | -------- |
| Ausztrália Australian Singles Chart      | 2        |
| Ausztria Austrian Singles Chart          | 11       |
| Belgium Belgian (Flanders) Singles Chart | 2        |
| Belgium Belgian (Wallonia) Singles Chart | 2        |
| Kanada Canadian RPM Singles Chart        | 67       |
| Kanada Canadian RPM Dance/Urban Chart    | 5        |
| Hollandia Dutch Top 40                   | 3        |
| Eurochart Hot 100                        | 4        |
| Franciaország French Singles Chart       | 5        |
| Németország (Official German Charts)     | 8        |
| Hollandia (Single Top 100)               | 4        |
| Új-Zéland New Zealand Singles Chart      | 49       |
| Svédország Swedish Singles Chart         | 5        |
| Svájc Swiss Singles Chart                | 34       |
| Egyesült Királyság UK Singles Chart      | 2        |
| Egyesült Államok Billboard Hot 100       | 94       |
| Slágerlista (1998)                       | Helyezés |
| Franciaország French Singles Chart       | 33       |
| Németország (Official German Charts)     | 45       |
| Hollandia (Single Top 100)               | 96       |
| Svájc Swiss Singles Chart                | 19       |

## Kiadási előzmények
| Ország             | Megjelenési dátum   |
| ------------------ | ------------------- |
| Európa             | 1997. május 14.     |
| Egyesült Királyság | 1997. október 13.   |
| Egyesült Államok   | 1997. szeptember 1. |

## Feldolgozások és paródiák
A dalt évek óta számos művész feldolgozza. Amanda és Samantha Marchant, ismertebb nevén Samanda 2007. október 8-án jelentette meg a dalt saját feldolgozásában, mely az angol kislemezlistán a 26. helyen debütált. Jessica Jung szintén előadta a dalt az ázsiai  Girls' Generation 1st Asia Tour: Into the New World című turnéjának keretében. A svéd Loke Nybert a dal új változatát adta elő a Morgonpasset nevű svéd rádióműsorban. A dal a mai szépségideálról szól, és annak kritikáiról. 2013-ban Ludacris elkészítette a dal "Party Girls" című saját változatát, melyben Wiz Khalifa, Jeremih és Cashmere Cat szerepelt. 2016-BAN A Caramella Girls "Candy Girl" címen jelentette meg a dalt az iTuneson, valamint a YouTubeon. A dalt Császár Előd és a Bestiák is előadta egy show-műsor keretén belül a 90-es években. 1999-ben Christi Colondam indonéz változatban adta ki ezt a dalt "Boneka Barbie" címmel. 2005-ben Kelly Key jelentette meg a dalt saját feldolgozásában.
Adam Henderson 2001-ben "Ugly Girl" néven készített a dalból paródiát. Gyakran keverik Weird Al Yankoviccel. A német Lynne & Tessa duó egy internetes szinkronizált videót dobott fel 2006-ban, és szerepelt a dal Goodness Gracious Me című  BBC rádiós, és tv sorozatban is. 2012-ben egy ausztrál bárányokat hirdető kampányban használták a dalt, támaszkodva a "Barbie" kifejezésre, mivel Ausztráliában a barbecue rövidítése, mely méltán népszerű az országban. A reklámban Melissa Tkautz és Sam Kekovich szerepelt. 2014-ben a South Park "Cock Magic" című epizódjában is elhangzott. Ava Max 2018-ban új dalszöveggel vette fel a dalt "Not Your Barbie Girl" címmel.

## Minősítések
| Ország                                                        | Minősítés  | Eladások  |
| ------------------------------------------------------------- | ---------- | --------- |
| Belgium (BEA)                                                 | 4x platina | 200.000   |
| Ausztria (IFPI Austria)                                       | platina    | 50.000    |
| Ausztrália (ARIA)                                             | 3x platina | 210.000   |
| Dánia (IFPI Denmark)                                          | 4x platina | 45.000    |
| Franciaország (Syndicat National de l’Édition Phonographique) | gyémánt    | 1.215.000 |
| Németország (BVMI)                                            | platina    | 500.000   |
| Hollandia (NVPI)                                              | platina    | 75.000    |
| Új-Zéland (RMNZ)                                              | platina    | 10.000    |
| Norvégia (IFPI Norway)                                        | 2x platina | 20.000    |
| Svédország (GLF)                                              | 4x platina | 90.000    |
| Svájc (IFPI Switzerland)                                      | platina    | 50.000    |
| Egyesült Királyság (BPI)                                      | 3x platina | 1.840.000 |